# Sokolie skaly (Považský Inovec)
Sokolie skaly jsou malé krasové území zabírající část Krahulčích vrchů v Považském Inovci na katastrálním území vesnice Hubina v okrese Piešťany. Zajímavé jsou skalní útvary, na kterých jsou cvičné horolezecké terény. Z chodníku vedoucího okrajem skal jsou občasné výhledy na hrad Tematín, vrch Bezovec a do údolí potoka Striebornice.

## Přístup
Z Moravan nad Váhom se dá dostat po asfaltce vedoucí Moravianskou dolinou autem až k rekreačnímu středisku Výtoky 260 m, pak zelenou značkou asi 45 minut na Krahulčí vrchy (530 m).